# Cynomops milleri
Cynomops milleri es una especie de murciélagos perteneciente a la familia Molossidae. Es nativa de América del Sur e inicialmente se consideraba una subespecie de Cynomops paranus.
Su hábitat abarca zonas de Venezuela, Guayana Francesa, Guyana, Surinam, Brasil y Perú.